# Lista de períodos em que vigorou o horário de verão em Portugal
Períodos em que vigorou o horário de verão em Portugal Continental.
| Ano              | Período | Decreto-Lei                                                               |
| ---------------- | --- | ------------------------------------------------------------------------- |
| 1916             | 23h de 17 de junho à 1h de 1 de novembro | nº 2433 e nº 2712                                                         |
| 1917 a 1921      | 00h de 1 de março às 24h de 14 de outubro | nº 2922 e nº 3446                                                         |
| 1922 e 1923      | Não existiu Hora de Verão. GMT+0 / Hora da Europa Ocidental durante todo o ano.                                                                                         | nº 8038                                                                   |
| 1924             | 23h de 6 de abril às 24h de 4 de outubro | nº 9592                                                                   |
| 1925             | Não existiu Hora de Verão. GMT+0 / Hora da Europa Ocidental durante todo o ano.                                                                                         | nº 10700                                                                  |
| 1926             | 23h de 17 de abril às 24h de 2 de outubro | nº 11574 e 12411                                                          |
| 1927             | 23h de 9 de abril às 24h de 1 de outubro | nº 13384, 14312                                                           |
| 1928             | 23h de 14 de abril às 24h de 6 de outubro | nº 15321 e 15984                                                          |
| 1929             | 23h de 20 de abril às 24h de 5 de outubro | nº 16704 e 17403                                                          |
| 1930             | Não existiu Hora de Verão. GMT+0 / Hora da Europa Ocidental durante todo o ano.                                                                                         | -                                                                         |
| 1931             | 23h de 18 de abril às 24h de 3 de outubro | nº 19522 e 20335                                                          |
| 1932             | 23h de 2 de abril às 24h de 1 de outubro | nº 20963 e 21098                                                          |
| 1933             | Não existiu Hora de Verão. GMT+0 / Hora da Europa Ocidental durante todo o ano.                                                                                         | -                                                                         |
| 1934             | 23h de 7 de abril às 24h de 6 de outubro | nº 23722                                                                  |
| 1935             | 23h de 30 de março às 24h de 5 de outubro | nº 25144                                                                  |
| 1936             | 23h de 18 de abril às 24h de 3 de outubro | nº 26460 e nº 27034                                                       |
| 1937             | 23h de 3 de abril às 24h de 2 de outubro | nº 27591                                                                  |
| 1938             | 23h de 26 de março às 24h de 1 de outubro | nº 28534 e nº 29029                                                       |
| 1939             | 23h de 15 de abril às 24h de 18 de novembro | Portarias nº 9 187 e nº 9 334                                             |
| 1940             | 23h de 24 de fevereiro às 24h de 7 de outubro | Portarias nº 9465 e nº 9658                                               |
| 1941             | 23h de 5 de abril às 24h de 5 de outubro | Portarias nº 9764 e nº 9900                                               |
| 1942             | 23h de 14 de março às 24h de 24 de outubro | Portaria nº 10 034                                                        |
| 1942             | 23h de 25 de abril às 24h de 15 de agosto | Portaria nº 10 034                                                        |
| 1943             | 23h de 13 de março às 24h de 30 de outubro | Portaria nº 10348                                                         |
| 1943             | 23h de 17 de abril às 24h de 28 de agosto | Portaria nº 10348                                                         |
| 1944             | 23h de 11 de março às 24h de 28 de outubro | Portarias nº 10612, 10727, 10760                                          |
| 1944             | 23h de 22 de abril às 24h de 26 de agosto | Portarias nº 10612, 10727, 10760                                          |
| 1945             | 23h de 14 de março às 24h de 28 de outubro | Portarias nº 10889 e nº 11059                                             |
| 1945             | 23h de 21 de abril às 24h de 25 de agosto | Portarias nº 10889 e nº 11059                                             |
| 1946             | 23h de 6 de abril às 24h de 5 de outubro | Portaria nº 11299                                                         |
| 1947             | 2h de 6 de abril às 3h de 5 de outubro | Portaria nº 11299                                                         |
| 1948             | 2h de 4 de abril às 3h de 3 de outubro | Portaria nº 11299                                                         |
| 1949 a 1965      | 2h do primeiro domingo de abril às 3h do primeiro domingo de outubro | nº 37048                                                                  |
| 1966             | 2h do primeiro domingo de abril até ao fim do ano | nº 47233                                                                  |
| 1967 a 1975      | Não existiu Hora de Verão. GMT+1 / Hora da Europa Central durante todo o ano. Na prática, Hora de Verão durante todo o ano (GMT+1 = Hora de Verão da Europa Ocidental). | nº 47233                                                                  |
| 1976             | do início do ano à 1h de 26 de setembro | nº 309/76                                                                 |
| 1977             | 0h de 27 de março à 1h de 25 de setembro | Portaria nº 112/77                                                        |
| 1978             | 1h de 2 de abril à 2h de 1 de outubro | Portaria nº 113/78                                                        |
| 1979 e 1980      | 1h do primeiro domingo de abril às 2h do último domingo de setembro | Portarias nº 112/79 e nº 69/80                                            |
| 1981 a 1985      | 0h do último domingo de março à 1h do último domingo de setembro | nº 309/76                                                                 |
| 1986 a 1991      | 1h do último domingo de março à 1h do último domingo de setembro | nº 44-B/86                                                                |
| 1992             | 1h do último domingo de março até ao fim do ano | nº 44-B/86 e 124/92                                                       |
| 1993 a 1995      | 2h do último domingo de março às 3h do último domingo de setembro | nº 124/92                                                                 |
| 1996             | do início do ano às 2h de 27 de outubro | nº 44-B/86, 17/96 e Directiva do Parlamento Europeu sobre a hora de Verão |
| a partir de 1997 | 1h do último domingo de março às 2h do último domingo de outubro | Directiva do Parlamento Europeu sobre a hora de Verão                     |